# Baldur von Schirach
Baldur Benedikt von Schirach (9 de maio de 1907, Berlin - 8 de agosto de 1974, Kröv, Alemanha) foi um oficial nazista, comandante da Hitlerjugend (Juventude Hitlerista) e Gauleiter de Viena. Schirach foi autor do texto de "Vorwärts! Vorwärts! schmettern die hellen Fanfaren", principal hino da Juventude Hitlerista. Foi um dos réus dos julgamentos de Nuremberg sob a  acusação de crimes contra a humanidade.

## Biografia
Schirach nasceu em Weimar, filho do diretor de teatro Carl Benno von Schirach e sua esposa estado-unidense Emma Middleton Lynah Tillou, pela qual Schirach afirmava ser descendente de dois signatários da Declaração da Independência Americana. O inglês foi de fato a primeira língua que ele aprendeu, e começaria a falar alemão somente aos cinco anos de idade. Ele tinha duas irmãs, Viktoria e Rosalind von Schirach, e um irmão, Karl Benedict von Schirach, que cometeu suicídio aos dezenove anos, em 1919.
Em 31 de março de 1932, von Schirach casou-se com Henriette Hoffmann, filha de Heinrich Hoffmann, que era o fotógrafo oficial e amigo de Hitler.

## Carreira política e Segunda Guerra
Schirach entrou para a Wehrjugendgruppe aos 10 de idade e filiou-se ao NSDAP em 1925. Ele logo foi transferido para Munique e em 1929 tornou-se líder do Nationalsozialistischer Deutscher Studentenbund (NSDStB, União Estudantil Nacional-Socialista). Em 1931 foi nomeado Reichsjugendführer (Líder da Juventude) no NSDAP e em 1933 tornou-se o comandante da Hitlerjugend, recebendo o posto de Gruppenführer na SA.
Em 1940 ele organizou a evacuação de cinco milhões de crianças das cidades ameaçadas pelos bombardeios dos aliados. No ano seguinte Schirach uniu-se ao exército e serviu na França, onde foi condecorado com a Cruz de Ferro. Schirach perdeu o controle da Juventude Hitlerista para Artur Axmann e foi nomeado governador de Viena, período durante o qual ele teria sido o responsável pela deportação dos judeus de Viena para os campos de concentração na Polônia.

## Julgamento
Schirach rendeu-se em 1945, e foi um dos oficiais julgados pelo tribunal de Nuremberg, e um dos dois únicos homens que denunciaram Hitler (o outro foi Albert Speer). Ele disse não ter conhecimento sobre os campos de extermínio e também apresentou evidências de que tinha protestado a Martin Bormann sobre o tratamento desumano recebido pelos judeus. Ele foi declarado culpado em 1 de outubro de 1946 por crimes contra a humanidade e sentenciado a vinte anos de prisão em Spandau.
Em 20 de julho de 1949 Henriette divorcia-se enquanto ele ainda estava na prisão.
Schirach cumpriu a pena integralmente e foi solto em 30 de setembro de 1966 e passou a viver no sul da Alemanha, onde se aposentou. Publicou suas memórias, Ich glaubte an Hitler ("Eu acreditei em Hitler"), em 1967 e morreu em Kröv, na região do Mosela.